# Poa pratensis var. colpodea
Poa pratensis var. colpodea là một phân loài cỏ trong họ hòa thảo, thuộc chi poa.